# 7904 Morrow
7904 Morrow è un asteroide della fascia principale. Scoperto nel 1997, presenta un'orbita caratterizzata da un semiasse maggiore pari a 2,5235799 UA e da un'eccentricità di 0,1315415, inclinata di 2,28568° rispetto all'eclittica.